# ألكسندر بوب جونيور
ألكسندر بوب جونيور (بالإنجليزية: Alexander Pope) هو نقاش خشب ‏ ورسام أمريكي، ولد في 25 مارس 1849 في بوسطن في الولايات المتحدة، وتوفي في 1 سبتمبر 1924.